# 相模原市立中央中学校
相模原市立中央中学校（さがみはらしりつちゅうおうちゅうがっこう）は、神奈川県相模原市中央区富士見1丁目にある公立中学校。

## 沿革
- 1978年（昭和53年）
  - 4月1日 - 開校。
  - 4月6日 - 開校式と第1回入学式挙行。
  - 4月19日 - 相模原市長と教育委員会長が植樹。
  - 5月1日 - 開校記念日制定。
  - 6月19日 - 生徒会設立。
  - 6月27日 - PTA設立。
  - 7月3日 - 校章設定。
  - 10月10日 - 第1回中央祭開催。同日、校旗披露。
- 1979年（昭和54年）
  - 3月31日 - 校舎増築（普通教室6完成）。
  - 12月10日 - 校歌作詞者に宗左近、作曲者に三善晃両氏に決定。
- 1980年（昭和55年）
  - 3月31日 - 校舎6教室増築完成。
  - 11月1日 - 校歌「宝石」制定。
- 1981年（昭和56年）3月12日 - 第1回卒業証書授与式挙行。
- 1983年（昭和58年）3月15日 - 校舎増築。
- 1986年（昭和61年）3月31日 - グランド貯留浸透施設設置。
- 1987年（昭和62年）10月18日 - 創立10周年記念式典挙行。
- 1988年（昭和63年）
  - 8月 - 体育館改修工事。
  - 10月2日 - 記念像除幕式。
  - 11月 - 球技コート改修工事。
- 1990年（平成2年）3月20日 - コンピュータ教室完成。
- 1991年（平成3年）3月20日 - 視聴覚室・音楽室・理科室・美術室完成。
- 1993年（平成5年）7月20日 - 部室新築。
- 1996年（平成8年）3月31日 - LL教室完成。
- 2001年（平成13年）
  - 8月31日 - 校舎大規模改修完成。
  - 12月22日 - 更衣室完成。
- 2003年（平成15年）10月12日 - ねぶたカーニバル参加。
- 2006年（平成18年）3月31日 - E棟仮設校舎完成。
- 2007年（平成19年）10月4日 - 創立30周年記念式典挙行。
- 2016年（平成28年）
  - 8月 - 教室棟大規模改修。
  - 11月 - 普通教室エアコン設置。
- 2018年（平成30年）5月1日 - 学校運営協議会設置。

## 通学区域
- 相模原市中央区[2]
  - 相模原4丁目
  - 相模原5丁目
  - 相模原6丁目
  - 中央2丁目
  - 中央3丁目
  - 中央6丁目
  - 千代田1丁目
  - 千代田2丁目
  - 千代田3丁目
  - 富士見1丁目
  - 富士見2丁目
  - 富士見3丁目
  - 富士見4丁目
  - 富士見5丁目
  - 富士見6丁目
  - 矢部1丁目
  - 矢部2丁目
  - 矢部3丁目1番～16番・21番～28番
  - 矢部4丁目4番～16番
  - 横山2丁目

## 進学前小学校
- 相模原市中央区
  - 相模原市立向陽小学校（一部は相模原市立小山中学校へ）
  - 相模原市立中央小学校
  - 相模原市立富士見小学校（一部は相模原市立大野北中学校へ）
  - 相模原市立星が丘小学校（一部は相模原市立上溝中学校・相模原市立弥栄中学校へ）

## 交通アクセス
- JR横浜線相模原駅南口・小田急小田原線相模大野駅北口から神奈川中央交通バスに乗車、「中央小学校北」バス停より徒歩2分。

## 主な卒業生
- 塩見泰隆（プロ野球東京ヤクルトスワローズ選手）
- 白井空良（スケートボード選手）

## 学校周辺
相模原市中心部に位置する
- 相模原市立中央小学校 - 同一敷地内
- 国道16号
- 相模原警察署
- 相模原郵便局
- 中央公園
- 相模原市立富士見小学校
  - 富士見こどもセンター
- 横浜地方裁判所相模原支部
- 横浜刑務所相模原拘置支所
- 横浜地方検察庁相模原支部
- 教育会館
- けやき体育館
- けやき会館
- 相模原市保健所
- 相模原市立あじさい会館
- 市役所さくら通り（相模原市道）
- 相模原市役所
- 相模原市民会館
- 相模原市立青少年相談センター
- 相模原市立総合学習センター
- 相模原商工会議所
- 相模原市立産業会館
- 相模原税務署
- 相模原中央病院